# Onzonilla
Onzonilla település Spanyolországban, León tartományban. Lakosainak száma 1942 fő (2024).

## Földrajza
Onzonilla Chozas de Abajo, Santovenia de la Valdoncina, León, Villaturiel és Vega de Infanzones községekkel határos.

## Népesség
A település lakosságának változását az alábbi diagram mutatja:
| Lakosok száma | 1456 | 1555 | 1622 | 1750 | 1764 | 1798 | 1779 | 1835 | 1845 | 1942 |
|               | 2001 | 2004 | 2007 | 2009 | 2012 | 2014 | 2017 | 2019 | 2022 | 2024 |